# 普里奧涅日斯基區

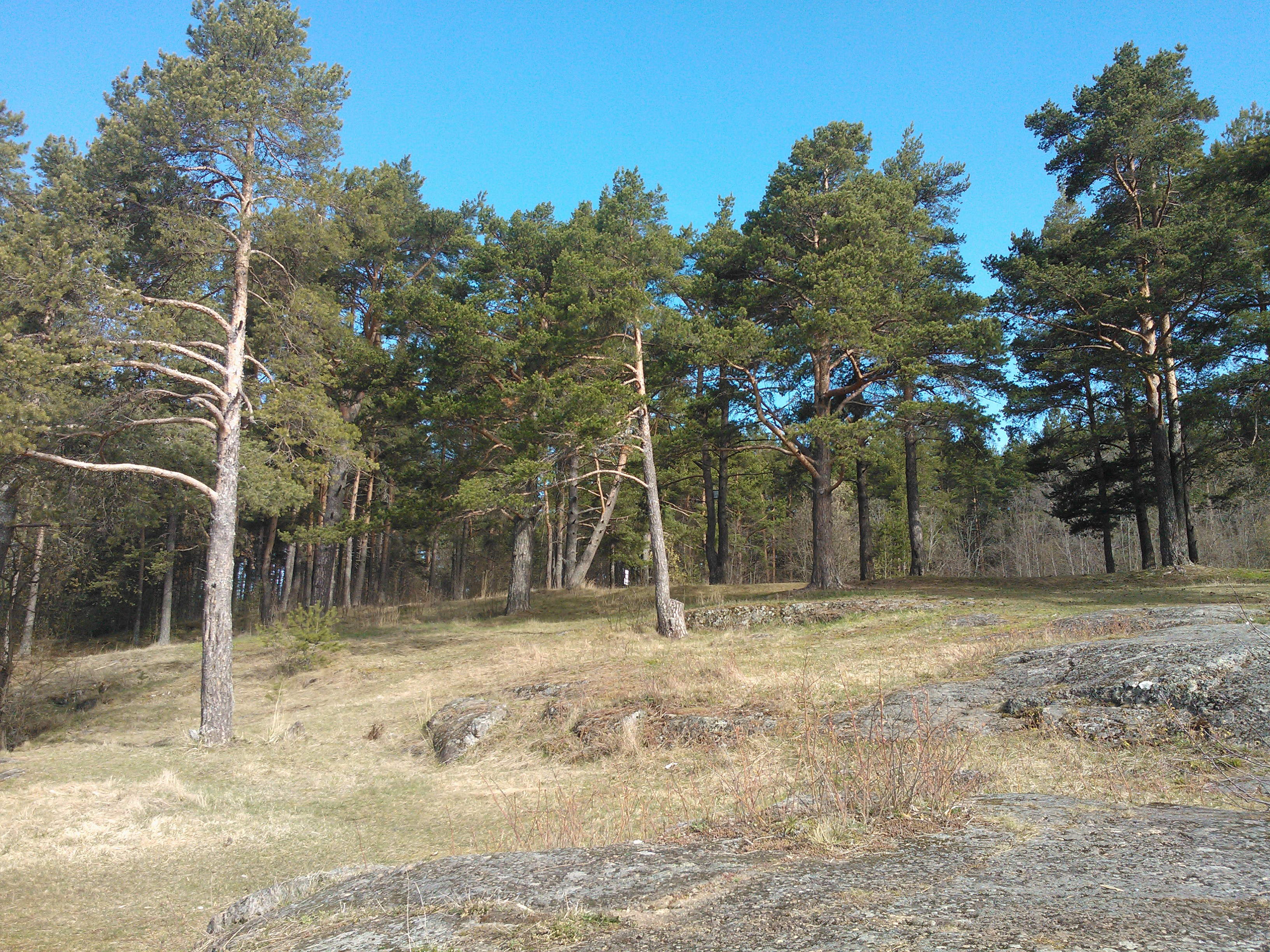

61°47′N 34°23′E / 61.783°N 34.383°E
普里奧涅日斯基區（俄语：Прионежский район），是俄羅斯的一個區，位於該國西北部，由卡累利阿共和國負責管轄，面積3,665平方公里，2010年人口21,502，人口密度每平方公里5.87人。